# Nobody (film, 2021)
Pour les articles homonymes, voir Nobody.
Série
Nobody 2
(2025)
Pour plus de détails, voir Fiche technique et Distribution.
Nobody ou Moins-que-rien au Québec est un film américain réalisé par Ilia Naïchouller et sorti en 2021.
Une suite est prévue pour 2025.

## Synopsis
Hutch Mansell est un homme apparemment banal et un père de famille sans histoires. Engagé dans une dynamique quotidienne aliénante, il accumule des frustrations et arrive difficilement à se réaliser dans cette routine. Une nuit, des cambrioleurs s'introduisent à son domicile et Hutch décide de ne pas s'interposer. Subissant le jugement de sa famille et de son entourage, Mansell retourne à d'anciens réflexes guerriers, ce qui l'entraîne dans une escalade de violence avec un chef mafieux russe.

## Fiche technique
Sauf indication contraire, les informations mentionnées dans cette section peuvent être confirmées par la base de données cinématographiques IMDb,  présente dans la section « Liens externes ».
- Titre original et français : Nobody
- Titre québécois : Moins-que-rien
- Réalisation : Ilia Naïchouller
- Scénario : Derek Kolstad
- Direction artistique : Khali Wenaus
- Décors : Sara McCudden
- Costumes : Patricia J. Henderson
- Photographie : Pawel Pogorzelski
- Montage : William Yeh (en)
- Musique : David Buckley, Natalia Koroleva, bande son
- Production : Braden Aftergood, Kelly McCormick, Bob Odenkirk, Marc Provissiero

Producteurs délégués : Marc S. Fischer, Derek Kolstad et David Leitch
Producteur associé : Scott Watson
- Sociétés de production : 87North Productions, Eighty Two Films et Odenkirk Provissiero Entertainment
- Distribution : Universal Pictures International France (France), Universal Pictures (États-Unis)
- Pays d'origine :  États-Unis
- Format : couleur — 2,35:1 — 35 mm — Dolby Digital
- Genre : action, thriller
- Budget : 16 000 000 $
- Durée : 92 minutes
- Dates de sortie : 
  - États-Unis : 26 mars 2021 ; 16 avril 2021 (vidéo à la demande)
  - France : 2 juin 2021
- Classification :
  - États-Unis : R – Restricted
  - France : interdit aux moins de 12 ans lors de sa sortie en salles. Déconseillé aux moins de 16 ans à la télévision.

## Distribution
- Bob Odenkirk (VF : Gérard Darier ; VQ : Alain Zouvi) : Hutch « Nobody » Mansell
- Connie Nielsen (VF : Micky Sébastian ; VQ : Valérie Gagné) : Rebecca « Becca » Mansell
- RZA (VF : Namakan Koné ; VQ : Fayolle Jean Jr.) : Harry Mansell, le frère de Hutch
- Alexeï Serebriakov (VF : Miglen Mirtchev ; VQ : Patrick Chouinard) : Yulian Kuznetsov, criminel russe
- Alexandre Pal (VF : Nikita Gouzovsky ; VQ : Frédéric Millaire-Zouvi) : Teddy Kuznetsov, le frère de Yulian
- Christopher Lloyd (VF : Jean-Claude Montalban) : David Mansell, le père de Hutch
- Billy MacLellan : Charlie Williams, le beau-frère de Hutch
- Gage Munroe (en) (VF : Augustin Brat) : Brady Mansell, le fils de Hutch et Becca
- Paisley Cadorath (VF : Mila Pointet) : Sammy Mansell, la fille de Hutch et Becca
- J. P. Manoux : Darren
- Paul Essiembre : Jim
- Colin Salmon (VF : Thierry Desroses) : Banion
- Michael Ironside (VF : Patrice Melennec) : Eddie Williams

## Production

### Genèse et développement
En janvier 2018, Bob Odenkirk est annoncé dans un film réalisé par Ilia Naïchouller et écrit par Derek Kolstad. L'acteur officie également comme producteur avec David Leitch. STX Entertainment doit distribuer le film sur le sol américain. Cependant en avril 2019, Universal Pictures reprend les droits de distribution.
En octobre 2019, Connie Nielsen et Christopher Lloyd rejoignent la distribution.

### Tournage
Le tournage débute à Los Angeles en septembre 2019. Il a également lieu à Winnipeg au Canada.

## Accueil et sortie
La sortie est initialement prévue aux États-Unis le 14 août 2020. Mais le 7 avril 2020, elle est repoussée au 26 février 2021 en raison de la pandémie de Covid-19. Le 9 juillet 2020, elle est avancée au 19 février 2021. Le 10 décembre 2020, elle est repoussée au 26 février 2021. Le 21 janvier 2021, elle est une nouvelle fois repoussée au 2 avril 2021. Finalement, elle est avancée au 26 mars 2021.

### Box-office
Le film sort en salle en mai 2021 aux États-Unis et en juin 2021 en France malgré le contexte sanitaire causé la pandémie de Covid-19.
Au 7 juillet 2021, Nobody a rapporté 27,3 millions de dollars aux États-Unis et au Canada, et 29,4 millions de dollars dans d'autres territoires, pour un total mondial de 56,6 millions de dollars, contre un budget de production de 16 millions de dollars,.
Une semaine avant sa sortie aux États-Unis, Variety a estimé que le film rapporterait environ 5 millions de dollars lors de son week-end d'ouverture, contre environ 15 millions de dollars sur un marché pré-COVID. Le film a fait 2,5 millions de dollars le premier jour et a fait ses débuts à 6,7 millions de dollars, en tête du box-office,. 62 % du public était masculin, 56 % ayant moins de 35 ans,. Le film a chuté de 56 % à 3 millions de dollars lors de son deuxième week-end, terminant troisième.
| Pays ou région | Box-office      | Date d'arrêt du box-office | Nombre de semaines |
| -------------- | --------------- | -------------------------- | ------------------ |
| France         | 148 418 entrées | 7 juillet 2021             | 6                  |
| États-Unis     | 27 268 035 $    | 8 juillet 2021             | 15                 |
| Total mondial  | 57 210 518 $    | -                          | -                  |